# Dravce
Dravce es un municipio del distrito de Levoča, en la región de Prešov, Eslovaquia. Tiene una población estimada, a fines del año 2020, de 833 habitantes.
Está ubicado al suroeste de la región, cerca del río Hernád (cuenca hidrográfica del río Tisza) y de la frontera con la región de Košice.

## Demografía
| Año        | 1994 | 2004    | 2014    | 2024    |
| ---------- | ---- | ------- | ------- | ------- |
| Población  | 734  | 777     | 809     | 844     |
| Diferencia |      | +5,85 % | +4,11 % | +4,32 % |

| Año        | 2023 | 2024    |
| ---------- | ---- | ------- |
| Población  | 841  | 844     |
| Diferencia |      | +0,35 % |